# Pseudobeta
Pseudobeta – rodzaj chrząszczy z rodziny kózkowatych i podrodziny zgrzypikowych.

## Zasięg występowania
Przedstawiciele tego rodzaju występują we wschodniej części Ameryki Południowej od Gujany Francuskiej po  południową Brazylię.

## Systematyka
Do Pseudobeta należy 5 gatunków:
- Pseudobeta casariae
- Pseudobeta doris
- Pseudobeta ferruginea
- Pseudobeta seabrai
- Pseudobeta transversa